# حزب الجسر (2019)
حزب الجسر Gesher ((بالعبرية: גשר), lit. Bridge)( هو حزب سياسي ليبرالي وسطي  في إسرائيل، تأسس في ديسمبر 2018 من قبل عضوة الكنيست السابق في حزب إسرائيل بيتنا، أورلي ليفي. يركز الحزب في المقام الأول على القضايا الاقتصادية وتكاليف المعيشة. اسم الحزب هو إشارة إلى الحزب الذي أسسه والد أورلي، ديفيد ليفي.

## التاريخ
خدمت  أورلي ليفي  نيابة عن حزب إسرائيل بيتنا خلال الكنيست العشرينلكنها انسحبت من الحزب بعد انضمامها إلى الحكومة الرابعة والثلاثين، بسبب عدم حصولها على منصب وزاري على الرغم من ترتيبها العالي في قائمة حزب إسرائيل بيتنا. في البداية ، بقيت رسميًا جزءًا من الحزب ، لكنها تمت إزالتها لاحقًا من الحزب وبقيت عضوًا في الكنيست. تم الاعتراف ليفي كعضو مستقل في الكنيست ، وليس عضوا في الائتلاف ، ولكن في المعارضة. في مارس 2017 ، أعلنت ليفي عن نيتها إنشاء حزب جديد للانتخابات.
تأسس حزب الجسر في ديسمبر 2018 ، بعد أيام قليلة من تحديد انتخابات أبريل 2019 . وحاول الحزب الترشح لقائمة مشتركة مع حسين إسرائيل بزعامة بيني غانتس ولكن بعد فشل المفاوضات أعلن الحزب أنه سيترشح بمفرده. في 18 يوليو 2019 ، قبل انتخابات سبتمبر 2019، وافق الحزب على تشكيل تحالف انتخابي مع حزب العمل. 
بالنسبة لانتخابات مارس 2020، اتحدت حزب الجسر مع حزب  العمل مع ميرتس في ضوء المخاوف من أن أيًا من الحزبين لن يتجاوز عتبة 3.25٪ اللازمة لدخول الكنيست. فوجئ العديد من ناخبي الحزب «بهذا الاندماج ، لأنه عندما يتعلق الأمر بسياسات الصراع العربي الإسرائيلي ، كان يُنظر إليه» على أنه حزب يمين وسط، في حين أن «ميرتس» هو حزب يساري.[بحاجة لمصدر] في 17 مارس 2020 ، طلبت رئيسة حزب غيشر ، أورلي ليفي، أن يُسمح لها بسحب حزبها من تحالفه مع حزب العمل وميرتس. وافقت لجنة الترتيبات على التقسيم في 23 مارس.

## القادة
| زعيم | زعيم | زعيم       | تولى منصبه |
| ---- | ---- | ---------- | ---------- |
|      |      | أورلي ليفي | 2018       |

## نتائج الانتخابات
| سنة الانتخاب | قائد الحزب | # من إجمالي الأصوات         | ٪ من إجمالي التصويت         | فاز عدد المقاعد | +/-       | حكومة          |
| ------------ | ---------- | --------------------------- | --------------------------- | --------------- | --------- | -------------- |
| أبريل 2019   | اورلي ليفي | 74,701                      | 1.73 (#14)                  | 0 / 120         | New party | خارج البرلمان  |
| سبتمبر 2019  | اورلي ليفي | جزء من العمالة - جيشر       | جزء من العمالة - جيشر       | 1 / 120         | ▲ 1       | انتخابات مبكرة |
| 2020         | اورلي ليفي | جزء من العمل - جيشر - ميرتس | جزء من العمل - جيشر - ميرتس | 1 / 120         | 0         | في الائتلاف    |